# Natalia Jarrín
Natalia Jarrín (Cayambe, 14 de diciembre de 1872-diciembre de 1967) fue una filántropa ecuatoriana

## Homenajes
En su honor se denominó una avenida con el nombre Av. Natalia Jarrín, así también se denominó a la Unidad educativa Natalia Jarrín.